# Aileen Frisch
Aileen Christina Frisch (en hangul, 아일린 크리스티나 프리슈; romanización revisada, Aillin Keuliseutina Peulisyu; Lebach, Sarre, 25 de agosto de 1992) es una practicante de luge alemana que compite para Corea del Sur.

## Carrera deportiva
En 2012, se convirtió en campeona mundial juvenil de luge, compitiendo como para Alemania. En los Juegos Olímpicos de Sochi 2014 en Rusia, no pudo competir con el equipo alemán de luge.
Se retiró en 2015, a los 22 años. Tras ello fue contactada por entrenadores alemanes contratados por Corea del Sur para naturalizarse surcoreana y unirse al equipo surcoreano de luge. Al principio se negó, pero en 2016, accedió y en diciembre de ese año se convirtió en ciudadana surcoreana, por lo que pudo competir en el equipo de Corea del Sur en los Juegos Olímpicos de Pyeongchang 2018.
Allí, en el evento individual femenino quedó en el octavo lugar. En el evento de relevo por equipos compitió junto a Lim Nam-kyu, Park Jin-yong y Cho Jung-myung, quedando en el noveno puesto.